# Louisa Hanoune
Louisa Hanoune (in arabo لويزة حنون‎?; Chekfa, 7 aprile 1954) è una politica e avvocato algerina, capo del Partito dei Lavoratori dell'Algeria (Parti des Travailleurs, PT). Nel 2004 è diventata la prima donna a candidarsi alla presidenza dell'Algeria ottenendo l'1%. È poi arrivata al secondo posto nelle elezioni presidenziali del 2009 (4,2%), i cui risultati ha contestato, quindi al quarto posto (1,4%) in quella del 2014.
Hanoune è stata incarcerata dal governo diverse volte prima della legalizzazione dei partiti politici nel 1988. È stata incarcerata subito dopo essere entrata a far parte dell'"Organizzazione socialista dei lavoratori", un partito illegale trotskista, nel 1981 e di nuovo dopo le rivolte di ottobre del 1988, che hanno portato alla fine del regime monopartitico del Fronte di Liberazione Nazionale (FLN).
Nell'ambito delle proteste del 2019 in Algeria, è stata condannata in primo grado a 15 anni di carcere, per "indebolimento dell'autorità militare" e "cospirazione contro l'autorità statale". È stata incarcerata dal 2020 al 2021 per poi essere assolta.

## Biografia
Nata a Chekfa, nell'attuale Wilaya, e figlia di contadini poveri delle montagne di Jijel, è fuggita, in piena guerra d'Algeria (1954-1962), con tutta la sua famiglia nella città di Annaba dopo che la casa dei suoi genitori era stata fatta saltare dall'esercito francese. Dopo l'indipendenza nel 1962, è stata la prima donna della sua famiglia ad andare a scuola. Con il sistema di istruzione gratuito e obbligatorio dell'Algeria, Hanoune ha completato la scuola secondaria e ha conseguito la laurea prima di entrare nel settore del trasporto aereo.
Hanoune ha studiato legge all'Università di Annaba, una decisione che è stata contrastata da suo padre. Ha affermato che "è questo diritto all'istruzione che cambierà completamente la posizione, la rappresentazione delle donne nella nostra società e di cui sono in parte un prodotto". Fu allora, nell'“effervescenza socialista” dell'Algeria di recente indipendenza, che Louisa Hanoune, avvocato di professione, maturò la sua coscienza politica.

## Carriera
Negli anni '80, Louisa Hanoune era attiva in gruppi femministi che manifestavano contro il codice di famiglia, adottato dall'Assemblea nazionale del popolo nel 1984. Membro di un partito clandestino di estrema sinistra, l'Organizzazione socialista dei lavoratori (OST), è stata arrestata nel 1986 e ha trascorso sei mesi in prigione. Quando, sotto la pressione di sanguinose rivolte, l'Algeria ha adottato un sistema pluralista nel 1989, Hanoune è tra i fondatori del Partito dei Lavoratori, di cui è stata portavoce e ha diretto il quotidiano Fraternité.
Durante la guerra civile algerina negli anni '90, Hanoune è stata una delle poche voci di opposizione in parlamento e, nonostante i valori laici del suo partito, una forte oppositrice della politica di "sradicamento" del governo nei confronti degli islamisti. Nel gennaio 1995 ha firmato la "Piattaforma Sant'Egidio" insieme a rappresentanti di altri partiti di opposizione, in particolare del Fronte Islamico di Salvezza, il partito islamista radicale il cui scioglimento per decreto militare ha determinato l'inizio della guerra civile.
Durante il periodo della nuova indipendenza dell'Algeria, Hanoune formulò i suoi ideali politici: "L'intero paese era ancora pulsante della guerra di liberazione, tutti parlavano di socialismo, di giustizia, di progresso. L'Algeria era all'apice della sua battaglia antimperialista... eravamo completamente uniti ai palestinesi, la loro causa era anche la nostra, eravamo contro l'apartheid in Sudafrica, parlavamo del Vietnam, sono cresciuta come tutta la mia generazione in questo clima militante, di lotta".
A livello internazionale, Louisa Hanoune è stata membro fondatore dell'"International Workers and Peoples" nel gennaio 1991. Ha partecipato come rappresentante delle conferenze del PT contro la privatizzazione, per la difesa delle organizzazioni sindacali e ha condotto campagne per gli standard sul posto di lavoro. Membro del comitato delle lavoratrici e del Comitato Africa dei Lavoratori Internazionali, è stata coinvolta in una coalizione di sindacati, tra cui la Confederazione internazionale dei sindacati arabi e la Confederazione internazionale dei lavoratori (EIT), che si è espressa contro la guerra in Iraq.

### Candidature presidenziali
Nel 2004 è stata la prima algerina e donna del mondo arabo a candidarsi alle elezioni presidenziali, ottenendo l'1% dei voti (101.630 voti). È stata anche candidata alle elezioni presidenziali del 2009.  Secondo i risultati ufficiali (ampiamente contestati), è arrivata seconda con il 4,22% dei voti (649.632 voti).
Durante la primavera araba, ha chiesto al governo algerino di adottare misure sociali urgenti per evitare lo scenario dell'Egitto o della Tunisia.
Nel marzo 2010, Haroune si è unita ad altre attiviste per i diritti delle donne nel chiedere l'abrogazione del codice della famiglia algerino sulla base della sua incapacità di fornire un'adeguata protezione alle donne.
Nel febbraio 2011, ha criticato una manifestazione anti-Bouteflika del 12 febbraio ad Algeri come manipolazione sociale - "tentativo di manipolare il malcontento sociale, che è reale, per deviarlo al servizio dell'imperialismo" - e ha proposto una rottura netta con l'Unione europea, l'abrogazione di tutte le concessioni fatte all'Organizzazione mondiale del commercio (OMC), l'esclusione di qualsiasi rapporto con Israele, il ritorno alla piena sovranità economica.
Ha notato che la manifestazione era stata sostenuta dall'ex primo ministro e consulente del Fondo Monetario Internazionale/Banca Mondiale Ahmed Benbitour. Il suo messaggio editoriale ha invitato "attivisti, membri e sostenitori a formare comitati popolari... per stabilire le loro richieste attraverso una libera discussione e [premere per] soluzioni esclusivamente nazionali, algerine".
Con queste proposte si è nuovamente candidata alle elezioni presidenziali del 2014. Abdelaziz Bouteflika fu rieletto al primo turno e Louisa Hanoune si classificò  quarta, con l'1,37% dei voti. Nella conferenza stampa del partito ha accettato la sconfitta: "Bouteflika ha vinto, la gente ha scelto la stabilità".

### Eventi del 2019 e reclusione
Durante la preparazione per le elezioni presidenziali in programma nell'aprile 2019, ha rinunciato a candidarsi, come molti altri candidati.
Il 27 marzo, nell'ambito del "movimento di Hirak", Saïd Bouteflika, fratello del presidente algerino Bouteflika, Athmane Tartag, ex coordinatore dei servizi di sicurezza (CSS), Mohamed Mediène, ex capo del dipartimento di intelligence e sicurezza (DRS), e Louisa Hanoune si sono incontrati in una residenza militare per decidere la destituzione del capo dell'esercito, Ahmed Gaïd Salah, e il mantenimento di Bouteflika in cambio della nomina di un nuovo primo ministro incaricato di attuare la transizione promessa a metà marzo. Dopo aver esitato sul nome del Presidente del Consiglio, hanno scelto l'ex Presidente della Repubblica Liamine Zéroual, che, dopo aver accettato, ha rifiutato  invocando motivi di salute..
Nell'ambito delle manifestazioni di massa che hanno portato alle sue dimissioni, Bouteflika ha chiesto il proseguimento della mobilitazione, accusando il Capo di Stato Maggiore, Ahmed Gaïd Salah, di voler instaurare una dittatura militare sul modello di Abdel Fattah al-Sisi in Egitto. Il 27 marzo, il Partito dei lavoratori ha annunciato le dimissioni dei suoi membri eletti dell'Assemblea popolare nazionale (APN).
Il 9 maggio 2019, Hanoune è stata ascoltata come testimone davanti al tribunale militare di Blida nell'ambito di un'indagine per "indebolimento dell'autorità dell'esercito" e "cospirazione contro l'autorità dello Stato" aperta contro Saïd Bouteflika, fratello dell'ex presidente, e due ex alti funzionari dell'intelligence, Mohamed Mediène e Athmane Tartag. Lo stesso giorno è stata posta in custodia cautelare in attesa di processo. I media hanno messo in evidenza che Louisa Hanoune era vicina al clan Bouteflika, in particolare  a Saïd Bouteflika. E si sono interrogati sulla possibilità a prolungare il quarto mandato dell'ex presidente dopo il rinvio del voto presidenziale previsto per aprile 2019 a causa delle manifestazioni. Il Partito dei Lavoratori ha definito l'arresto di Hanoune un “atto antidemocratico che criminalizza l'azione politica”.
Il 17 maggio, diverse personalità francesi, tra cui Jean-Marc Ayrault, Jean-Luc Mélenchon, Philippe Martinez e Henri Leclerc, ne hanno chiesto l'immediato rilascio. Il 31 maggio, i partiti e le organizzazioni politiche FFS, RCD, PLJ, MDS, Jil jadid , UCP, PST, PNSD, PLD, hanno pubblicato un comunicato stampa congiunto in cui è stato chiesto "il rispetto delle libertà democratiche e quindi la liberazione di Louisa Hanoune”. Il 3 giugno, l'ex mujaheddin Zohra Drif ha scritto al Capo di Stato Maggiore per chiedergli la liberazione del segretario generale del PT. Il 9 giugno 2019, Ramdane-Youssef Tazibt, uno dei dirigenti del PT, ha affermato che la salute di Louisa Hanoune era peggiorata.
Il processo si è svolto il 23 settembre. Louisa Hanoune è andata sotto processo insieme ad altri imputati, tra cui il fratello dell'ex presidente algerino Abdelaziz Bouteflika.
Nel corso del processo, il procuratore generale del tribunale militare di Blida ha chiesto una pena detentiva di 20 anni contro tutti gli imputati. Alla fine il giudice ha condannato Louisa Hanoune a 15 anni di reclusione per “cospirazione con riunioni” volta a “minare l'autorità dello Stato e dell'esercito”.
Il processo d'appello si è svolto davanti alla Corte militare d'appello di Blida dal 9 febbraio 2020. Hanoune è stata condannata a tre anni di reclusione, di cui nove mesi già scontati, ed è stata quindi rilasciata.
Il 2 gennaio 2021, dopo il ricorso in Cassazione, è stata assolta dal tribunale militare d'appello di Blida.